# استنباط (شعر)
الاستنباط عند الشعراء أن يكتب بيت ثم يكتب بيت آخر تحت كل لفظة من البيت الأول.